# Čileanska ženska nogometna reprezentacija
Čileanska ženska nogometna reprezentacija (šp. Selección femenina de fútbol de Chile) predstavlja državu Čile u međunarodnom športu ženskom nogometu. Pod organizacijom je Čileanskog nogometnog saveza. Trenutačni izbornik je Ronnie Radonich (2012.).

## Svjetska prvenstva
| Godina | Rezultat               | Ut                     | Pob                    | Ner                    | Por                    | Bod                    | DG/PG                  |                        |
| ------ | ---------------------- | ---------------------- | ---------------------- | ---------------------- | ---------------------- | ---------------------- | ---------------------- | ---------------------- |
| 1991.  | Nije se kvalifikcirala | Nije se kvalifikcirala | Nije se kvalifikcirala | Nije se kvalifikcirala | Nije se kvalifikcirala | Nije se kvalifikcirala | Nije se kvalifikcirala | Nije se kvalifikcirala |
| 1995.  | Nije se kvalifikcirala | Nije se kvalifikcirala | Nije se kvalifikcirala | Nije se kvalifikcirala | Nije se kvalifikcirala | Nije se kvalifikcirala | Nije se kvalifikcirala | Nije se kvalifikcirala |
| 1999.  | Nije se kvalifikcirala | Nije se kvalifikcirala | Nije se kvalifikcirala | Nije se kvalifikcirala | Nije se kvalifikcirala | Nije se kvalifikcirala | Nije se kvalifikcirala | Nije se kvalifikcirala |
| 2003.  | Nije se kvalificirala  | Nije se kvalificirala  | Nije se kvalificirala  | Nije se kvalificirala  | Nije se kvalificirala  | Nije se kvalificirala  | Nije se kvalificirala  | Nije se kvalificirala  |
| 2007.  | Nije se kvalificirala  | Nije se kvalificirala  | Nije se kvalificirala  | Nije se kvalificirala  | Nije se kvalificirala  | Nije se kvalificirala  | Nije se kvalificirala  | Nije se kvalificirala  |
| 2011.  | Nije se kvalificirala  | Nije se kvalificirala  | Nije se kvalificirala  | Nije se kvalificirala  | Nije se kvalificirala  | Nije se kvalificirala  | Nije se kvalificirala  | Nije se kvalificirala  |
| 2015.  | Nije se kvalificirala  | Nije se kvalificirala  | Nije se kvalificirala  | Nije se kvalificirala  | Nije se kvalificirala  | Nije se kvalificirala  | Nije se kvalificirala  | Nije se kvalificirala  |
| Ukupno | 0/7                    | 0                      | 0                      | 0                      | 0                      | 0                      | 0                      |                        |